# Rouessé-Vassé
Rouessé-Vassé ist eine französische Gemeinde mit 791 Einwohnern (Stand: 1. Januar 2022) im Département Sarthe in der Region Pays de la Loire; sie gehört zum Arrondissement Mamers und zum Kanton Sillé-le-Guillaume. Die Einwohner werden Rouesséens genannt.

## Geographie
Rouessé-Vassé liegt etwa 35 Kilometer westnordwestlich von Le Mans am Vègre. Umgeben wird Rouessé-Vassé von den Nachbargemeinden Vimarcé im Norden, Le Grez im Nordosten, Sillé-le-Guillaume im Osten und Nordosten, Rouez im Osten und Südosten, Parennes im Süden, Torcé-Viviers-en-Charnie im Südwesten, Voutré im Westen sowie Saint-Georges-sur-Erve im Nordwesten.

## Bevölkerungsentwicklung
| 1962                      | 1968 | 1975 | 1982 | 1990 | 1999 | 2006 | 2013 |
| ------------------------- | ---- | ---- | ---- | ---- | ---- | ---- | ---- |
| 991                       | 822  | 717  | 737  | 748  | 739  | 784  | 810  |
| Quelle: Cassini und INSEE |      |      |      |      |      |      |      |

## Verkehr
Rouessé-Vassé liegt an der Bahnstrecke Paris–Brest und wird im Regionalverkehr mit TER-Zügen nach Le Mans und Laval bedient.

## Sehenswürdigkeiten
- Kirche Saint-Béat
- Kapelle La Croix-Lamare
- Schloss Vassé, 1595 erbaut
- Taubenturm von Vassé

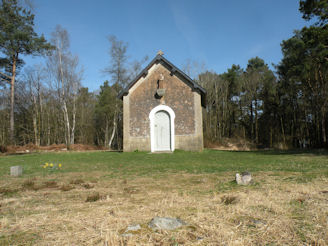
Kapelle von La Croix-Lamare
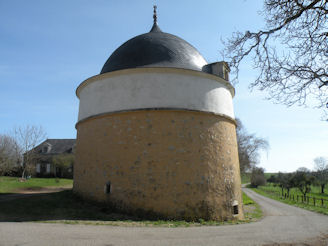
Taubenturm von Vassé